# Okrąglak (Warszawa)
Okrąglak – pawilon handlowo-usługowy znajdujący się przy ul. Wrzeciono 41 w Warszawie, w dzielnicy Bielany. 
Zbudowano go w 1966 roku w stylu modernistycznym na planie obręczy. 
W 2016 roku budynek został wpisany do gminnej ewidencji zabytków.